# خاتمة العلوي
خاتمة العلوي (مواليد سنة 1959) هي ممثلة مغربية.

## حياتها ونشأتها
مواليد الدارالبيضاء سنة 1959 شاركت في عدة أعمال مغربية شهيرة من أبرز أعمالها السلسلة الكوميدية دار مي هنية سنة 2003 التي إنفردت ببطولتها. ومسلسل لخوتات وتعتبر الممثلة لالة خاتمة العلوي من أبرز الممثلاث المغربيات أمثال أمينة رشيد وخديجة جمال وفضيلة بن موسى لأنها تميزت بأداء فني كوميدي متنوع.

## مسيرتها
بدأت التمثيل في السبعينيات وقدمت العديد من الأفلام والمسلسلات والمسرحيات ونالت عدة ألقاب وجوائز وتكريمات، لازالت إلى الآن تقدم العديد من الأعمال والتي منها: مسلسل دار الغزلان ومسلسل وعدي (الجزء 2) وسيت كوم كنزة فالدوار وهي من الممثلات اللواتي يخترن أعمالهن بدقة ولا ترضى إلا بالتميز وتعمل مع مختلف نجوم الصف أمثال دنيا بوتازوت، مريم الزعيمي، ثريا العلوي، محمد البسطاوي، محمد الشوبي وغيرهم. كما ظلت منذ احترافها التمثيل إلى الآن تعمل دون انقطاع لتدخل في نجاح وتخرج من نجاح آخر 

## أعمالها

### مسلسلات
- مسرح بدوي
- دار الغزلان (الجزء 1)
- دار الغزلان (الجزء 2)
- وعدي (الجزء 2) ضيفة شرف
- لبغاها كلها يخلها كلها
- وفاء (ضيفة حلقات)
- الله على راحة
- ستة من ستين
- بيت العائلة
- لا تبحثوا عني

### سيت كومات
- دار مي هنية
- انا وخويا ومراتو
- لخوتات
- يوم ما يشبه يوم
- راديو واك واك
- عيش نهار تسمع خبار
- كنزة فالدوار (ضيفة حلقات)
- انا ومونيا ومنير (ضيفة حلقات)

### مسرحيات
- فكاك الوحايل
- سيدي حبيبي
- الجلالي طرافولطا
- ولد الدرب

### أفلام
- 2005: المتاهة
- 2006: النور في قلبي
- 2007: الكبش
- 2007: التوائم
- 2009: رجل فوق الشبهات